# Derolus bulbicornis
Derolus bulbicornis là một loài bọ cánh cứng trong họ Cerambycidae.